# خايمي دي لوس سانتوس
خايمي دي لوس سانتوس هو ضابط فلبيني، ولد في 1 أبريل 1946 في نويفا إيسيا في الفلبين.